# Cheylard-l'Évêque
 Cheylard-l'Évêque  es una población y comuna francesa, situada en la región de Languedoc-Rosellón, departamento de Lozère, en el distrito de Mende y cantón de Langogne.

## Demografía
| 184 | 151 | 125 | 114 | 60 | 54 |
| Para los censos de 1962 a 1999 la población legal corresponde a la población sin duplicidades (Fuente: INSEE [Consultar]) |     |     |     |    |    |